# Kalang Semanding
Kalang Semanding is een bestuurslaag in het regentschap Jombang van de provincie Oost-Java, Indonesië. Kalang Semanding telt 2795 inwoners (volkstelling 2010).